# Ernst Ferdinand Klein
Ernst Ferdinand Klein (3. september 1744 i Breslau—18. marts 1810 i Berlin) var en tysk retslærd.
Klein virkede først som praktiker i Breslau, senere i Berlin. Han blev 1791 professor i Halle a. S., 1800 overtribunalretsråd i Berlin. Sammen med Carmer og Suarez står Klein i forreste række blandt de mænd, der i slutningen af 18. århundrede reorganiserede det preussiske retsvæsen; han synes at have udøvet den væsentligste indflydelse på ægteskabs- og straffebestemmelserne i den berømte preussiske landret. Foruden at udgive Vermischte Abhandlungen über Gegenstände der Gesetzgebung und Rechtspflege (1779—80) og Annalen der Gesetzgebung und Rechtsgelehrsamkeit in den Preussischen Staaten (I—XXVI, 1788—1809) skrev Klein blandt andet System des Preussischen Civilrechts (1801, I—II, nybearbejdet af von Rönne, 1830). Som kriminalist og retsfilosof påvirkedes Klein af Kant, en påvirkning, der spores i hans Grundsätze des gemeinen deutschen und preussischen peinlichen Rechts (1796, 2. oplag 1799) og Grundsätze der natürlichen Rechtswissenschaft nebst einer Geschichte derselben (1797). Klein, hvis kriminalistiske synspunkter bragte ham i heftig polemik med den opdukkende stjerne Feuerbach, offentliggjorde endvidere Sammlung merkwürdiger Rechtssprüche der Juristen-Fakultät zu Halle (I—VIII, Berlin 1796—1802) og stiftede sammen med sin meningsfælle Gallus Aloys Kleinschrod det berømte Archiv für Criminalrecht (1799), hvis sidste bind udkom 1857. I sin rektoratstale Ernst Ferdinand Klein und die unbestimmte Verurteilung ("Strafrechtliche Aufsätze und Vorträge" II, 1905, side 132 ff.) har Franz von Liszt hævdet, at allerede Klein har været en ivrig forkæmper for dette tilsyneladende så moderne retsinstitut.